# Nagano prefektur
Nagano prefektur är en prefektur i Chūbu-regionen på ön Honshu, Japan. Residensstaden är Nagano. Det är en av de få prefekturer i Japan som saknar kust.

## Administrativ indelning
Prefekturen var år 2016 indelad i nitton städer (-shi) och 58 kommuner (-chō, -machi och -mura).
Kommunerna grupperas i fjorton distrikt (-gun). Distrikten har ingen administrativ funktion utan fungerar i huvudsak som postadressområden.
Städer:
- Azumino, Chikuma, Chino, Iida, Iiyama, Ina, Komagane, Komoro, Matsumoto, Nagano, Nakano, Okaya, Ōmachi, Saku, Shiojiri, Suwa, Suzaka, Tōmi, Ueda

Distrikt och kommuner:
| - Chiisagata distrikt - Aoki - Nagawa - Hanishina distrikt - Sakaki - Higashichikuma distrikt - Asahi - Chikuhoku - Ikusaka - Omi - Yamagata - Kamiina distrikt - Iijima - Minamiminowa - Minowa - Miyada - Nakagawa - Tatsuno - Kamiminochi distrikt - Iizuna - Ogawa - Shinano - Kamitakai distrikt - Obuse - Takayama | - Kiso distrikt - Agematsu - Kiso-machi (köping) - Kiso-mura (by) - Nagiso - Ōkuwa - Ōtaki - Kitaazumi distrikt - Hakuba - Ikeda - Matsukawa (by) - Otari - Kitasaku distrikt - Karuizawa - Miyota - Tateshina - Minamisaku distrikt - Kawakami - Kitaaiki - Koumi - Minamiaiki - Minamimaki - Sakuho | - Shimoina distrikt - Achi - Anan - Hiraya - Matsukawa (köping) - Neba - Ōshika - Shimojō - Takagi - Takamori - Tenryū - Toyooka - Urugi - Yasuoka - Shimominochi distrikt - Sakae - Shimotakai distrikt - Kijimadaira - Nozawaonsen - Yamanouchi - Suwa distrikt - Fujimi - Hara - Shimosuwa |

## Galleri

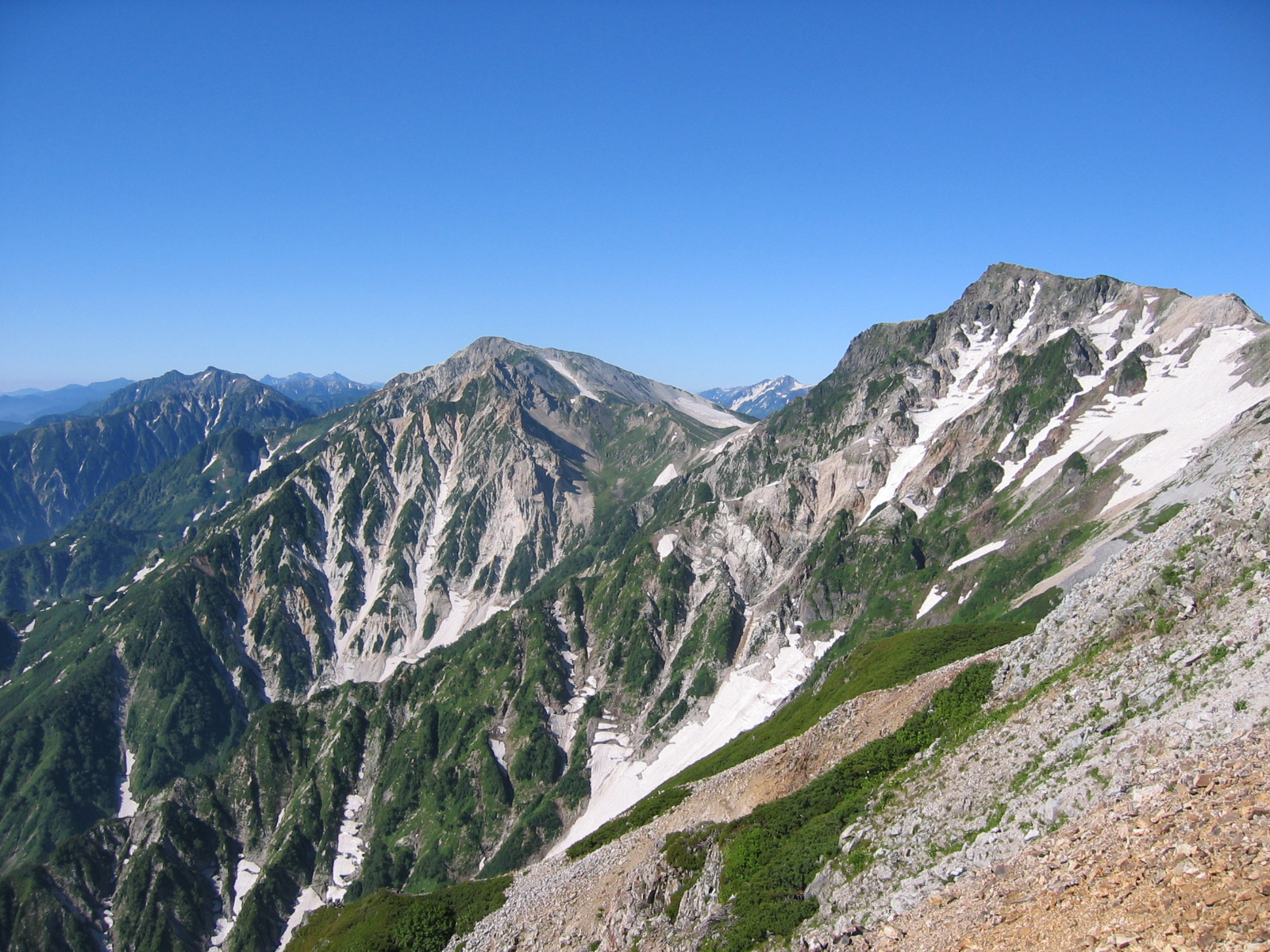
Hidabergen
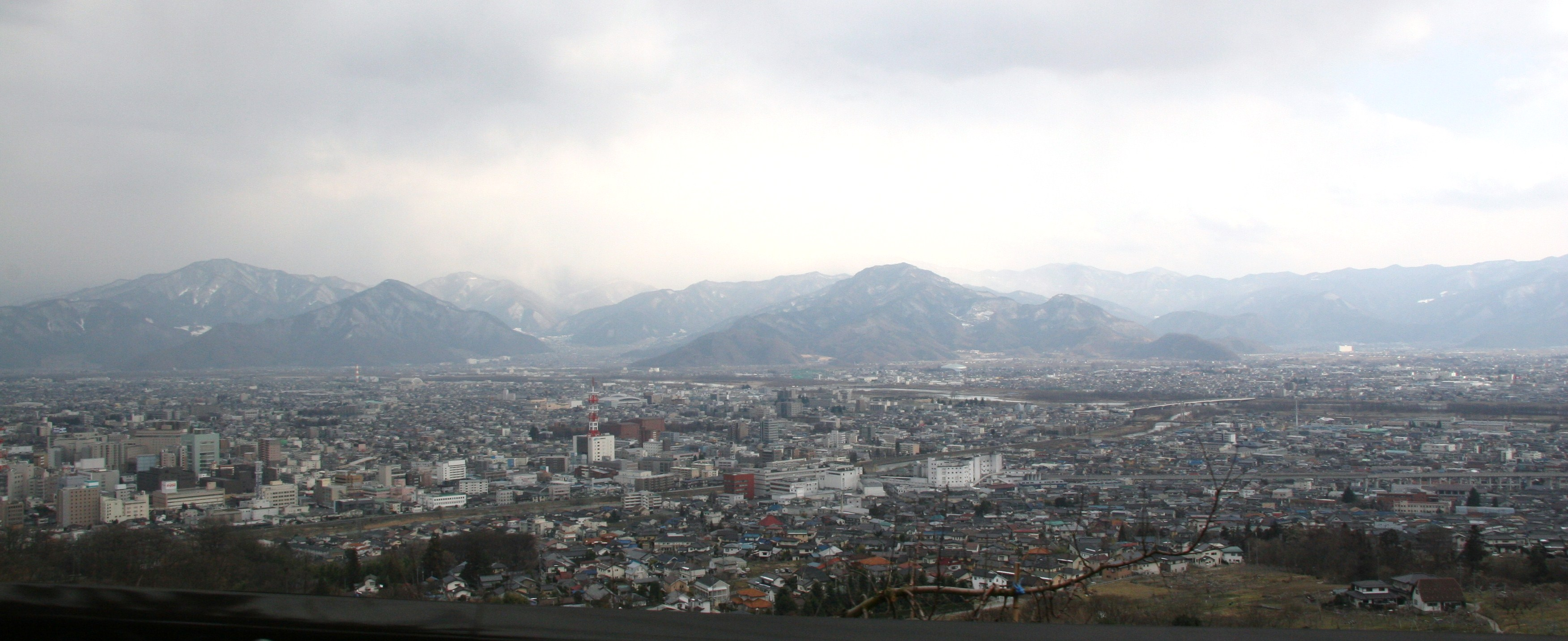
Nagano stad
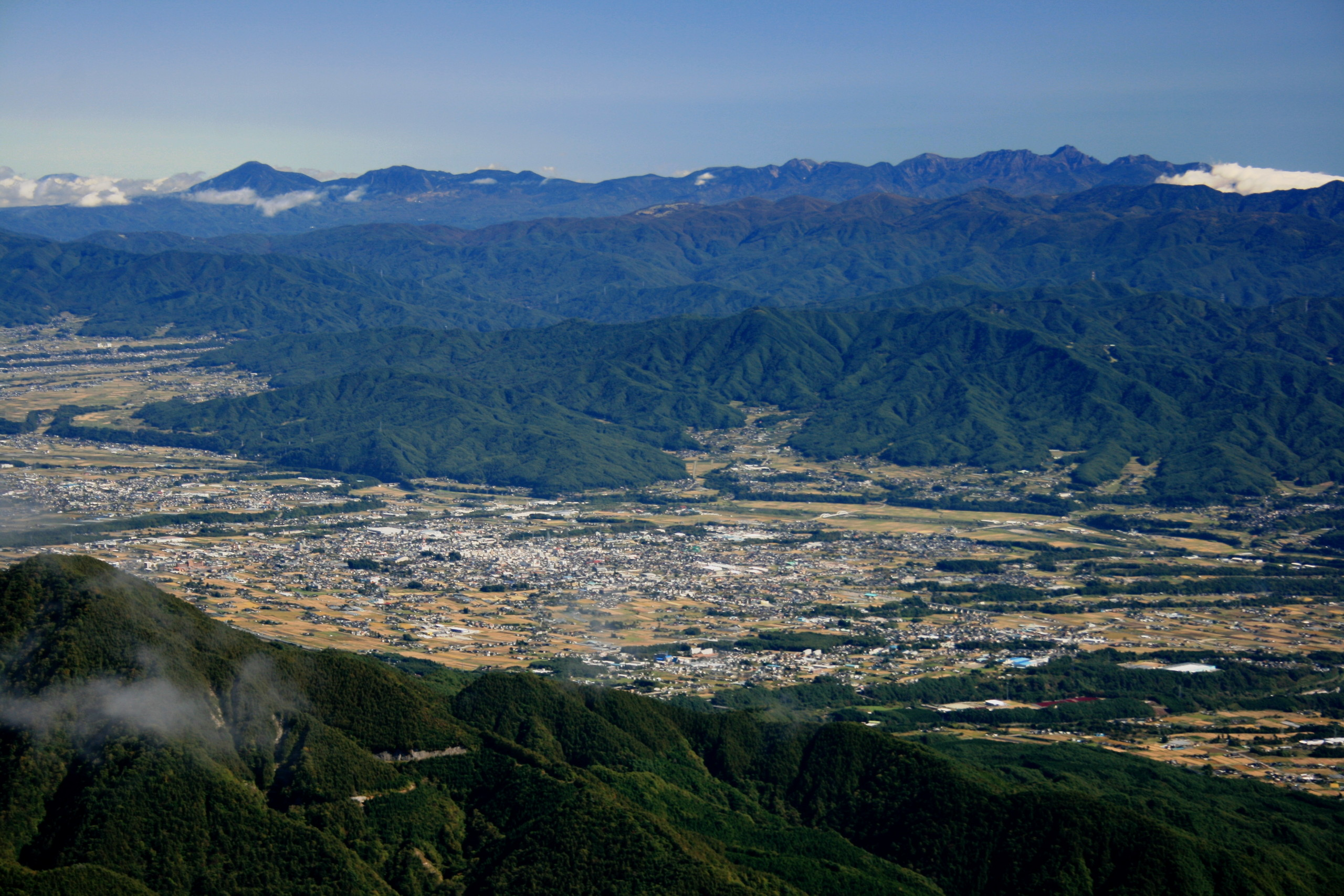
Komagane